# 拉特朗宫

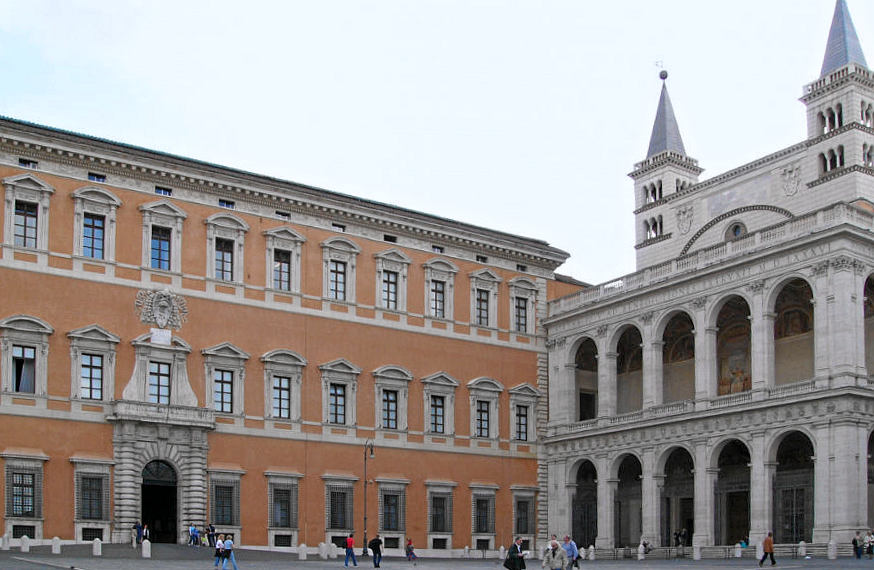
拉特朗圣若望广场，左侧为拉特朗宫，右侧为拉特朗圣若望大殿

拉特朗宫（義大利語：Palazzo Laterano）位于意大利罗马市區东南方的拉特朗圣若望广场，毗邻罗马的主教座堂拉特朗圣若望大殿，自4世纪以后的一千年中一直是教宗的主要驻地。目前开设梵蒂冈历史博物馆，介绍该国的历史。拉特朗宮也是羅馬牧區辦公室的所在地，設有羅馬代理樞機的官邸。